# Ото (округ)
Округ Ото (англ. Otoe County) — округ, расположенный в штате Небраска (США) с населением в 15 740 человек по статистическим данным переписи 2010 года. Столица округа находится в городе Небраска-Сити.

## История
Округ Ото был образован в 1854 году и получил своё наименование по названию проживавшего на этой территории индейскому племени ото.

## География
По данным Бюро переписи населения США округ Ото имеет общую площадь в 1603 квадратных километра, из которых 1595 кв. километров занимает земля и 8 кв. километров — вода. Площадь водных ресурсов округа составляет 0,55 % от всей его площади.

### Соседние округа
- Касс (Небраска) — север
- Фримонт (Айова) — восток
- Ланкастер (Небраска) — запад
- Атчисон (Миссури) — юго-восток
- Гейдж (Небраска) — угол границы на юго-западе
- Немахо (Небраска) — юг
- Джонсон (Небраска) — юг

## Демография
По данным переписи населения 2000 года в округе Ото проживало 15 396 человек, 4229 семей, насчитывалось 6060 домашних хозяйств и 6567 жилых домов. Средняя плотность населения составляла 10 человек на один квадратный километр. Расовый состав округа по данным переписи распределился следующим образом: 97,42 % белых, 0,29 % чёрных или афроамериканцев, 0,22 % коренных американцев, 0,25 % азиатов, 0,03 % выходцев с тихоокеанских островов, 0,65 % смешанных рас, 1,14 % — других народностей. Испано- и латиноамериканцы составили 2,45 % от всех жителей округа.
Из 6060 домашних хозяйств в 32,50 % — воспитывали детей в возрасте до 18 лет, 59,70 % представляли собой совместно проживающие супружеские пары, в 7,20 % семей женщины проживали без мужей, 30,20 % не имели семей. 26,40 % от общего числа семей на момент переписи жили самостоятельно, при этом 14,10 % составили одинокие пожилые люди в возрасте 65 лет и старше. Средний размер домашнего хозяйства составил 2,48 человек, а средний размер семьи — 3,01 человек.
Население округа по возрастному диапазону по данным переписи 2000 года распределилось следующим образом: 26,30 % — жители младше 18 лет, 6,40 % — между 18 и 24 годами, 26,10 % — от 25 до 44 лет, 22,80 % — от 45 до 64 лет и 18,30 % — в возрасте 65 лет и старше. Средний возраст жителей округа составил 40 лет. На каждые 100 женщин в округе приходилось 96,20 мужчин, при этом на каждых сто женщин 18 лет и старше приходилось 91,80 мужчин также старше 18 лет.
Средний доход на одно домашнее хозяйство в округе составил 37 302 доллара США, а средний доход на одну семью в округе — 45 295 долларов. При этом мужчины имели средний доход в 30 682 доллара США в год против 21 520 долларов США среднегодового дохода у женщин. Доход на душу населения в округе составил 17 752 доллара США в год. 5,90 % от всего числа семей в округе и 8,10 % от всей численности населения находилось на момент переписи населения за чертой бедности, при этом 9,30 % из них были моложе 18 лет и 7,70 % — в возрасте 65 лет и старше.

## Основные автодороги

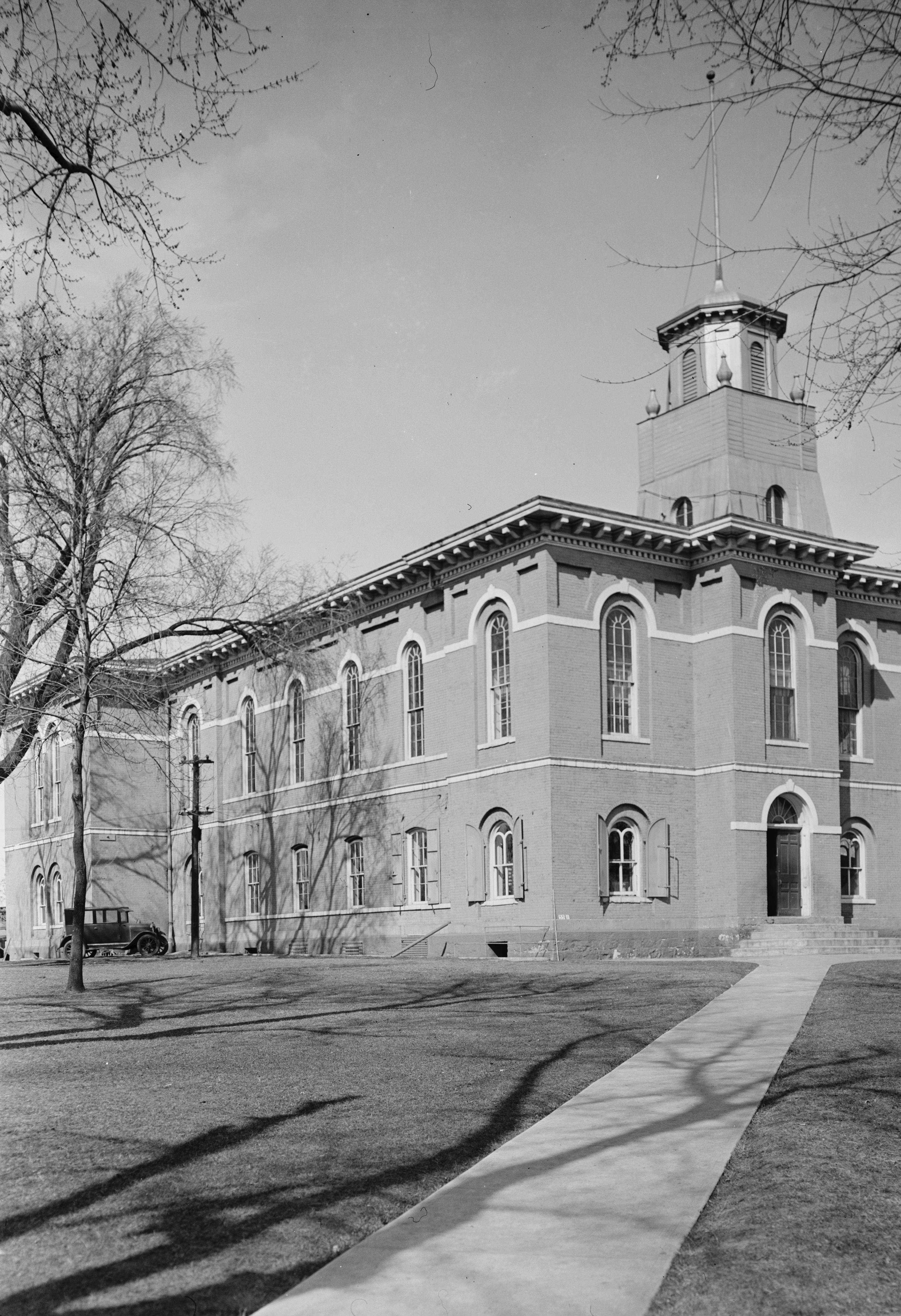
Здание окружного суда в городе Небраска-Сити

- US 75
- Автомагистраль 2
- Автомагистраль 43
- Автомагистраль 50
- Автомагистраль 67
- Автомагистраль 128

## Населённые пункты

### Города
- Небраска-Сити
- Сиракьюс

### Деревни
- Барр
- Дуглас
- Данбер
- Лортон
- Ото
- Палмира
- Тэлмейдж
- Унадилла

### Статистически обособленная местность
- Вудленд-Хилс

### Заброшенный населённый пункт
- Майнерсвилл